# الهدنة بين إيطاليا وقوات الحلفاء

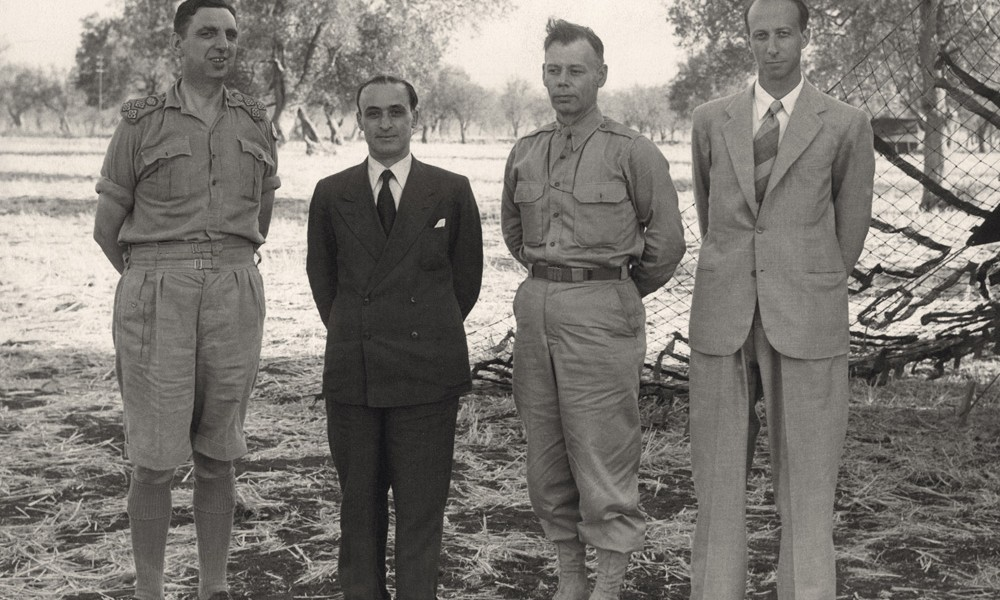
الموقعون على هدنة قسباري

هدنة قسباري هي هدنة تم توقيعها في 3 سبتمبر 1943 بين إيطاليا والحلفاء خلال الحرب العالمية الثانية. وتم الإعلان عنها بعد خمسة أيام.
وقعها عن الحلفاء اللواء والتر بيدل سميث، وعن إيطاليا الجنرال الكتائبي جوزيبي كاستيلانو. جرى توقيع الهدنة في قمة عُقدت في معسكر عسكري للحلفاء في قسباري في صقلية، التي كانت قد احتلتها قوات الحلفاء مؤخرًا. تمّت الموافقة على الهدنة من قِبل كل من الملك فيكتور إيمانويل الثالث والمارشال بيترو بادوليو، الذي كان يشغل منصب رئيس وزراء إيطاليا في ذلك الوقت.
ردت ألمانيا النازية بالهجوم على القوات الإيطالية في إيطاليا وجنوب فرنسا والبلقان، وأطلقت سراح بينيتو موسوليني في 12 سبتمبر. تم تفكيك القوات الإيطالية بالقوة في شمال ووسط البلاد، حيث احتل الألمان معظم إيطاليا، وأنشأوا دولة دمية تُعرف باسم الجمهورية الاجتماعية الإيطالية بقيادة موسوليني. فر الملك والحكومة الإيطالية ومعظم البحرية إلى جنوب إيطاليا تحت حماية الحلفاء. وظهرت حركة مقاومة إيطالية في المناطق المحتلة من قبل الألمان.

## خلفية
بعد استسلام قوات المحور في شمال إفريقيا في 13 مايو 1943، قصف الحلفاء روما في 16 مايو، وغزوا صقلية في 10 يوليو، واستعدوا للهبوط في البر الرئيسي الإيطالي.
في ربيع عام 1943، منشغلًا بالوضع الكارثي للجيش الإيطالي خلال الحرب، أقال الديكتاتور الإيطالي، بينيتو موسوليني، عدة شخصيات من الحكومة كان يعتبرهم أكثر ولاءً للملك فيكتور إيمانويل الثالث من النظام الفاشي.
طلب الملك، للمساعدة في تنفيذ خطته، دعم دينو غراندي (الكونت الأول لموردانو)، وهو أحد الشخصيات البارزة في التسلسل الهرمي الفاشي، والذي كان في شبابه يُعتبر البديل الوحيد الموثوق لموسوليني كزعيم للحزب الفاشي الوطني. كان الملك مدفوعًا أيضًا بشكوكه في أن أفكار الكونت لموردانو حول الفاشية قد تتغير بشكل مفاجئ. واقترح العديد من السفراء، بما في ذلك بيترو بادوليو نفسه، وجود احتمال ضئيل لخلافة موسوليني كديكتاتور.
ضم الثوار السريون لاحقًا جوزيبي بوتاي، وهو عضو بارز آخر في المديرية الفاشية ووزير الثقافة، وغالياسو سيانو (الكونت الثاني لكورتلازو وبوكاري)، ثاني أقوى رجل في الحزب الفاشي وصهر موسوليني. ابتكر المتآمرون «أمر اليوم» للاجتماع التالي للمجلس الكبير للفاشية (Gran Consiglio del Fascismo)، والذي تضمن اقتراحًا باستعادة الملك للسيطرة المباشرة على السياسة. بعد المجلس الذي عقد في 25 يوليو 1943، تمت الموافقة على «أمر اليوم» بأغلبية الأصوات، ثم استُدعي موسوليني للقاء الملك وأُقيل من منصب رئيس الوزراء. عند مغادرته الاجتماع، تم اعتقال موسوليني من قبل قوات الكارابينييري ونُقل سرًا إلى جزيرة بونزا. أصبح بادوليو رئيسًا لمجلس الوزراء (رئيس الوزراء). ومع ذلك، تم إخبار غراندي بأن جنرالًا آخر ذو صفات شخصية ومهنية أكبر (المارشال إنريكو كافيغليا) كان سيتولى هذا المنصب.
لم يغير تعيين بادوليو موقف إيطاليا كحليف لألمانيا في الحرب. من ناحية ثانية، سعت العديد من القنوات إلى عقد معاهدة سلام مع الحلفاء. وفي الوقت نفسه، أرسل أدولف هتلر عدة فرق إلى جنوب جبال الألب، رسميًا للمساعدة في الدفاع عن إيطاليا من إنزال الحلفاء، ولكن في الحقيقة للسيطرة على البلاد.
تم إرسال ثلاثة جنرالات إيطاليين (بما في ذلك الجنرال الكتائبي جوزيبي كاستيلانو) بشكل منفصل إلى لشبونة للاتصال بدبلوماسيي الحلفاء. لكن، لبدء المفاوضات، كان على الحلفاء تحديد من هو المبعوث الأكثر موثوقية، وقد بدأ الجنرالات الثلاثة يتشاجرون حول من لديه السلطة العليا. في النهاية، تم قبول كاستيلانو للتحدث مع الحلفاء في السفارة البريطانية لوضع شروط الهدنة مع إيطاليا. من بين ممثلي الحلفاء كان السفير البريطاني في البرتغال، السير رونالد هيو كامبل، وضابطان كبيران أرسلهما دوايت أيزنهاور: اللواء والتر بيدل سميث (الجيش الأمريكي، رئيس أركان أيزنهاور) والعميد كينيث سترونغ (الجيش البريطاني، مساعد رئيس أركان أيزنهاور للمخابرات).
في 27 أغسطس، عاد الجنرال كاستيلانو إلى إيطاليا، وبعد ثلاثة أيام، قدم لبادوليو إحاطة عن طلب الحلفاء لعقد اجتماع في صقلية، وهو الاقتراح الذي قدمه السفير البريطاني لدى الفاتيكان.
لتسهيل التواصل بين الحلفاء والحكومة الإيطالية، تم إطلاق سراح عميل تنفيذي بريطاني للعمليات الخاصة، ديك مالابي، من سجن فيرونا وانتقل سرًا إلى كويرينالي. كان من الضروري أن يظل الألمان جاهلين بأي إشارة إلى استسلام إيطاليا، وكانت منظمة تنفيذ العمليات الخاصة البريطانية هي الطريقة الأكثر أمانًا في ظل هذه الظروف.

## الشروط
ظل بادوليو يعتبر أنه من الممكن الحصول على شروط مواتية مقابل الاستسلام. أمر كاستيلانو بالإصرار على أن يكون أي استسلام لإيطاليا مشروطًا بإنزال قوات الحلفاء على البر الرئيسي الإيطالي. كان الحلفاء يحتلون فقط صقلية وبعض الجزر الصغيرة.
في 31 أغسطس، وصل الجنرال الكتائبي كاستيلانو إلى ترميني إيميريسي في صقلية بالطائرة، وتم نقله إلى قسباري، وهي بلدة بالقرب من سرقوسة. سرعان ما أصبح واضحًا أن الطرفين في المفاوضات قد تبنيا مواقف متباعدة إلى حد ما. ضغط كاستيلانو على طلب الدفاع عن الأراضي الإيطالية من رد الفعل الحتمي من الجيش الألماني ضد إيطاليا بعد التوقيع. في المقابل، تلقى وعودًا واهية فقط، بما في ذلك إطلاق فرقة مظليين فوق روما. علاوة على ذلك، كان من المقرر تنفيذ هذه الإجراءات بالتزامن مع التوقيع، وليس قبله كما أراد الإيطاليون.
في اليوم التالي، استقبل بادوليو وحاشيته كاستيلانو. أعلن وزير الخارجية الإيطالي، رافاييل غوارليغيا، أنه سيتم قبول شروط الحلفاء. بينما أكد جنرالات آخرون، مثل جياكومو كاربوني، أن فيالق الجيش المنتشرة حول روما غير كافية لحماية المدينة بسبب نقص الوقود والذخيرة، وأنه يجب تأجيل الهدنة. لم يعلن بادوليو موقفه خلال الاجتماع. وفي فترة ما بعد الظهر، ظهر أمام الملك الذي قرر قبول شروط الهدنة.